# 春蘭 (模特兒)

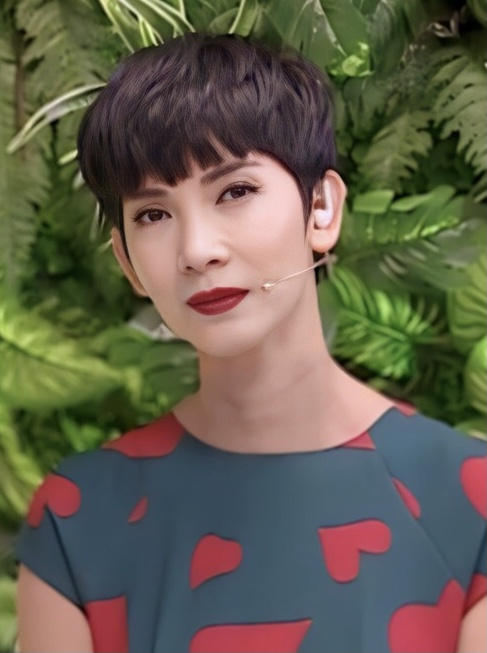

春蘭（1978年8月12日—），原名阮氏春蘭，出生在广宁省，是越南著名的模特。属于1996年－1997年越南模特初创时期的一代。不仅以模特身份闻名，而且还是越南时装导演和演员。被称为越南Kate Moss 。2002年报名参赛亚洲时装模特比赛，入围Top10。

## 情感生活
在与歌手黄清恋爱和分手后，2009年8月10日，春蘭与导演阮成南结婚。这段婚姻后来传言很久已经分手，但是双方当事人都保持沉默。2013年11月1日，春兰生下了小女儿，昵称小兔，生父姓名和身份不明。